# Alex Inkeles
Alex Inkeles, född 4 mars 1920 i Brooklyn, New York, död 9 juli 2010 i Palo Alto, Kalifornien, var en amerikansk sociolog och psykolog. År 1975 grundade han tidskriften Annual Review of Sociology. Inkeles var ledamot av The National Academy of Sciences, American Academy of Arts and Sciences och American Philosophical Society.

## Biografi
Alex Inkeles föddes år 1920 i Brooklyn. År 1949 avlade han doktorsexamen vid Columbia University. Inkeles var i sin forskning särskilt inriktad på Sovjetunionens samhälle. År 1948 inledde han sin tjänstgöring vid Harvard University; ett av hans första forskningsprojekt var att intervjua emigranter från Sovjetunionen. Han utnämndes till professor vid Harvard år 1957.
Inkeles anställdes år 1972 vid Stanford University där han vid Hoover Institution var professor i sociologi and undervisning.